# Stadion De Kraal
Stadion De Kraal is een voormalig voetbalstadion aan de Kaldenkerkerweg in Venlo. Het was het eerste stadion waarin VVV speelde. De Venlose club speelde daar al sinds het begin van de twintigste eeuw. De naam De Kraal is aan het stadion gegeven, omdat het aangrenzende café-restaurant dezelfde naam draagt. Die naam werd door Carl van der Weyden gekozen, vanwege de in die dagen woedende burgeroorlog in Transvaal waarin iedere nederzetting "Kraal" genoemd werd.
In de loop van de Tweede Wereldoorlog werden het veld en de tribunes zwaar beschadigd. Een grondige renovatie was hierdoor noodzakelijk, waarbij in 1948 een nieuwe houten zittribune werd geplaatst. Deze houten tribune is bij een brand in 1980 in vlammen opgegaan en niet meer herbouwd. Restanten van de tribunes zijn echter nog terug te vinden.
Tijdens het eerste seizoen van het betaald voetbal (1954–55) zijn er ook enkele wedstrijden op Sportpark De Berckt in Baarlo gespeeld. Dit kwam door een overeenkomst tussen de voetbalclubs Sportclub Venlo '54 en VVV, die opgingen in SC VVV'03. Bij die 'fusie' is de afspraak gemaakt, dat er om beurten op De Kraal (waar VVV de bespeler was) en De Berckt (waar SC Venlo '54 speelde) gespeeld zou worden. Na één seizoen maakte de KNVB een einde aan deze regeling, waardoor De Kraal vanaf 1955 weer het 'vaste thuis' werd. Daar werd op 6 februari 1972 (FC VVV-Eindhoven, 1–0) de laatste competitiewedstrijd gespeeld, waarna De Koel in gebruik werd genomen.
De Kraal is sinds de zomer van 2020 weer in gebruik genomen als trainingslocatie van de club.

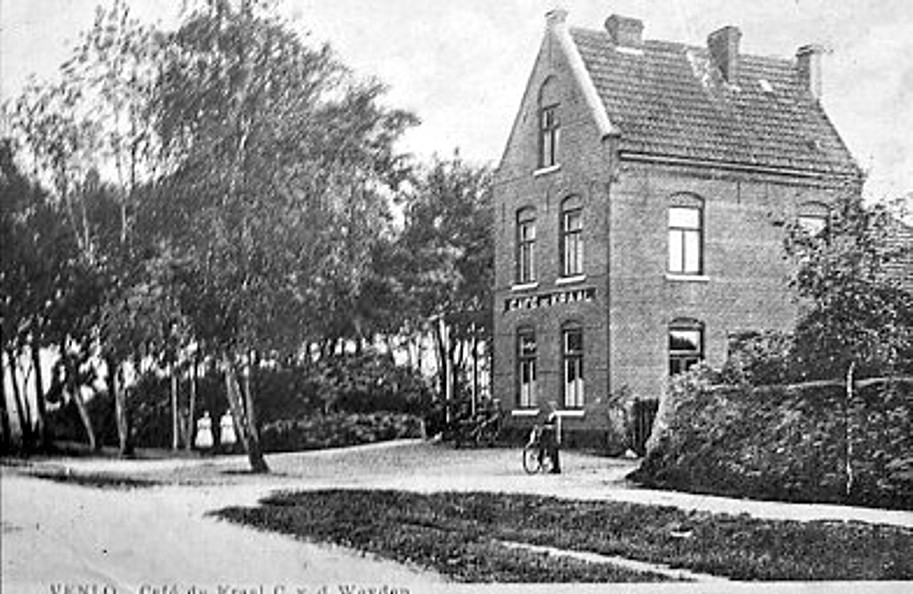
Café De Kraal (in 1930)
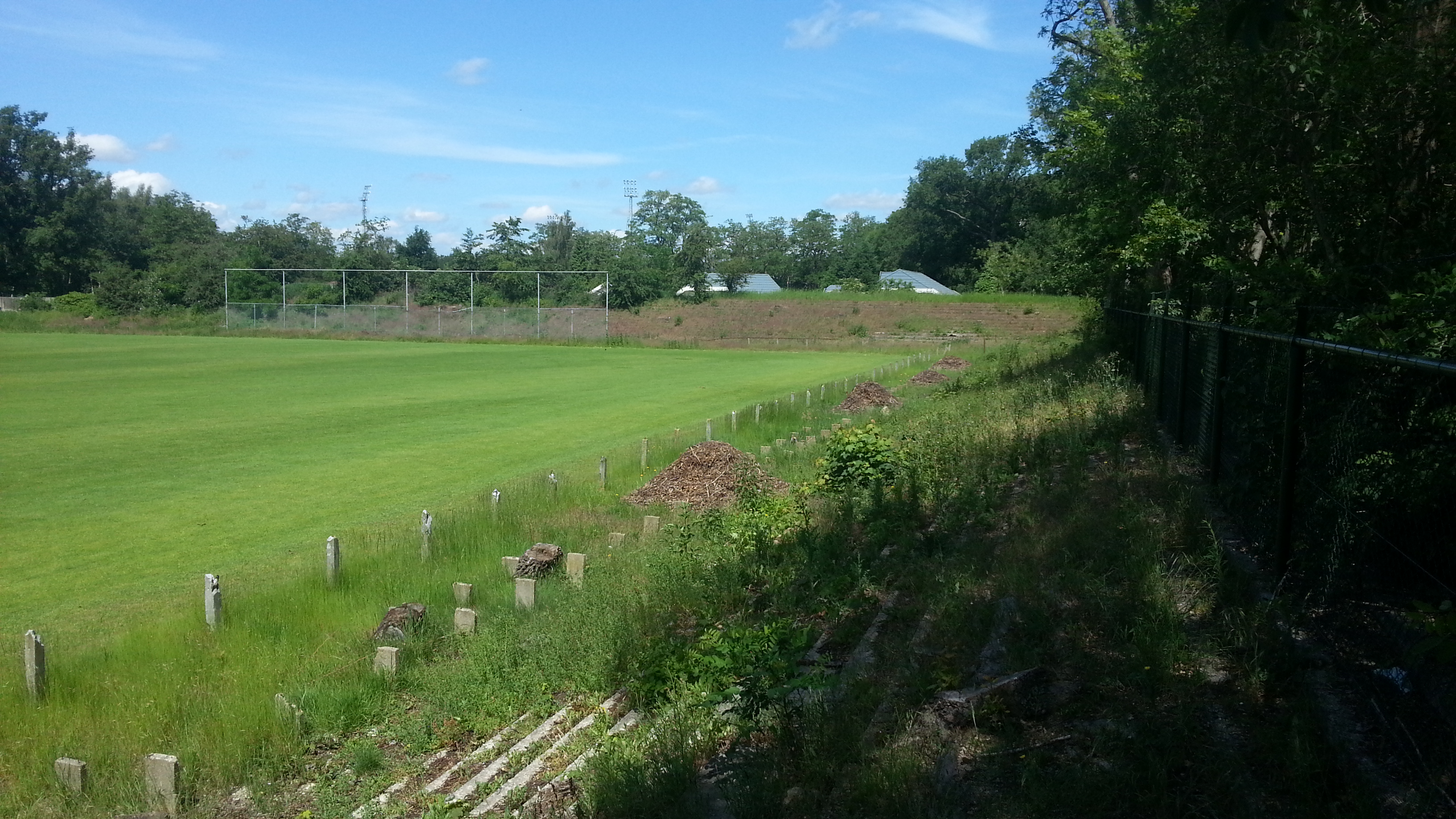
Tribune De Kraal
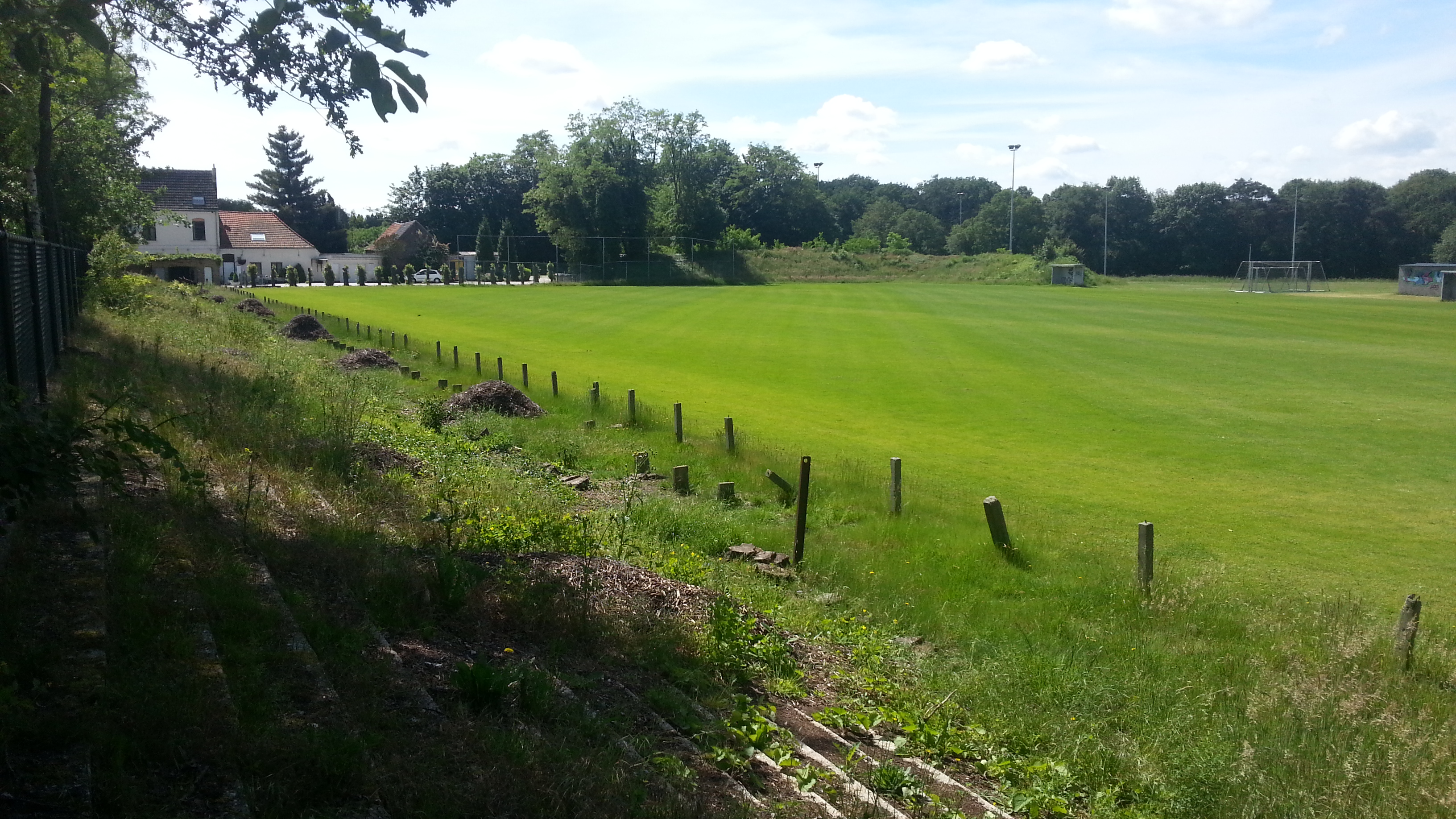
Veld vanaf lange zijde
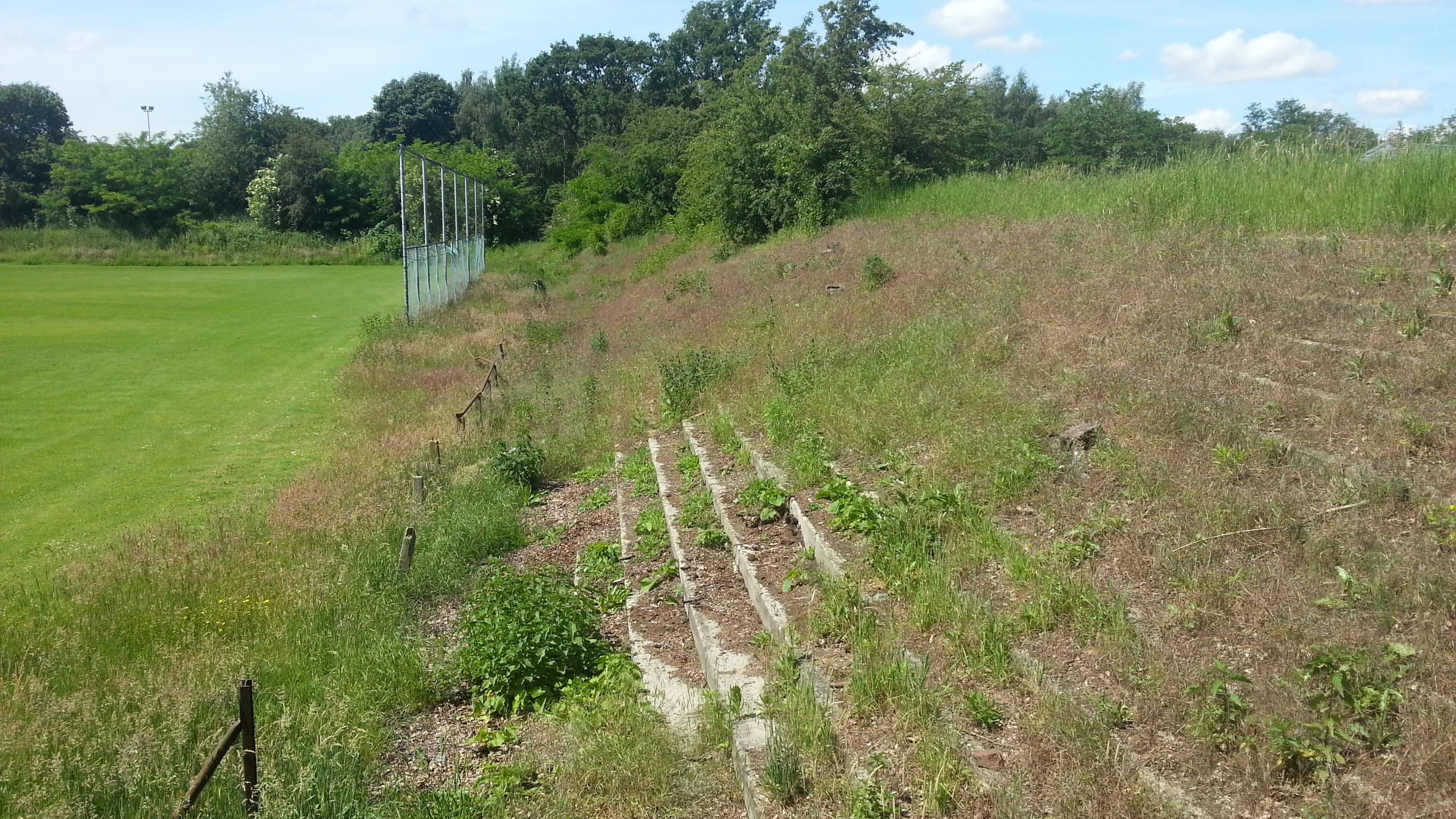
Tribune korte zijde

Abe Lenstra Stadion (sc Heerenveen) ·
De Adelaarshorst (Go Ahead Eagles) ·
AFAS Stadion (AZ) ·
BUKO Stadion (Telstar) ·
Erve Asito (Heracles Almelo) ·
Euroborg (FC Groningen) ·
Stadion Feijenoord (Feyenoord) ·
Fortuna Sittard Stadion (Fortuna Sittard) ·
Stadion Galgenwaard (FC Utrecht) ·
De Goffert (N.E.C.) ·
De Grolsch Veste (FC Twente) ·
Johan Cruijff ArenA (Ajax) ·
Het Kasteel (Sparta Rotterdam) ·
Kras Stadion (FC Volendam) ·
MAC³PARK stadion (PEC Zwolle) ·
Philips Stadion (PSV) ·
Rat Verlegh Stadion (NAC Breda) ·
Woudestein (Excelsior Rotterdam)
AFAS Trainingscomplex (Jong AZ) ·
Frans Heesen Stadion (TOP Oss) ·
GelreDome (Vitesse) ·
De Geusselt (MVV Maastricht) ·
GS Staalwerken Stadion (Helmond Sport) ·
De Herdgang (Jong PSV) ·
Jan Louwers Stadion (FC Eindhoven) ·
Seacon Stadion - De Koel - (VVV-Venlo) · 
Koning Willem II Stadion (Willem II) ·
Kooi Stadion (SC Cambuur)  · 
Mandemakers Stadion (RKC Waalwijk) ·
De Oude Meerdijk (FC Emmen) ·
M-Scores Stadion (FC Dordrecht) ·
Parkstad Limburg Stadion (Roda JC Kerkrade) ·
De Toekomst (Jong Ajax) ·
De Vijverberg (De Graafschap) ·
De Vliert (FC Den Bosch) ·
WerkTalent Stadion (ADO Den Haag) · 
Yanmar Stadion (Almere City FC) ·
Sportcomplex Zoudenbalch (Jong FC Utrecht)
AFAS Trainingscomplex (AZ Vrouwen) ·
WerkTalent Stadion (ADO Den Haag Vrouwen) ·
Het Diekman (FC Twente Vrouwen) ·
Heksenwiel (NAC Breda Vrouwen) ·
De Herdgang (PSV Vrouwen) ·
BUKO Stadion (Telstar Vrouwen) ·
Skoatterwâld (sc Heerenveen Vrouwen) ·
De Vegtlust (PEC Zwolle Vrouwen) ·
De Toekomst (Ajax Vrouwen) ·
Woudestein (Excelsior Vrouwen) ·
Varkenoord (Feyenoord Vrouwen) ·
Zoudenbalch (FC Utrecht Vrouwen)
Alkmaarderhout (Alkmaar '54/AZ '67/AZ) ·
Amsterdamsestraatweg (Elinkwijk) ·
De Baandert (Sittardia/FSC/Fortuna Sittard) ·
Beatrixstraat (NAC) ·
De Berckt (SC Venlo'54/VVV) ·
Berg & Bos (AGOVV/AGOVV Apeldoorn) ·
Birkhoven (SC Amersfoort/HVC) ·
De Blauwe Kei (Baronie) ·
Bornsestraat (Heracles/SC Heracles '74) ·
De Boschpoort (MVV) ·
Botenlaan (Brabantia) ·
De Braak (Helmondia '55/Helmond Sport) ·
Brasserskade (DHC) ·
Breestraat (KFC/FC Zaanstreek) ·
Buiksloterbanne (De Volewijckers) ·
Cambuurstadion (SC Cambuur/Leeuwarden) ·
Damlaan (Hermes DVS) ·
Het Diekman (Sportclub Enschede/FC Twente) ·
Duinhorst (Den Haag/Flamingo's '54) ·
Esserberg (Be Quick) ·
Fatimastraat (Baronie) ·
FC Twente-trainingscentrum (FC Twente Vrouwen) ·
Stadion Feijenoord (SVV) ·
Floreslaan (Fortuna Vlaardingen/FC Vlaardingen '74) ·
Fortuna Sittard Stadion (Fortuna Sittard Vrouwen) ·
Frankelandsedijk (SVV) ·
Galgenwaard (DOS/Velox) ·
Gemeentelijk Sportpark Hilversum (SC 't Gooi/SC Gooiland/Hilversum) ·
Gemeentelijk Sportpark Tilburg (Willem II/NOAD) ·
Haarlemstadion (HFC Haarlem) ·
Harga (Hermes DVS/SVV) ·
Heekpark (SC Enschede/Enschedese Boys) ·
Heekstraat (Rigtersbleek) ·
Heerlenersteenweg (Juliana) ·
De Heikant (Achilles '29/Achilles '29 Vrouwen) ·
Het Heuveltje (Oldenzaal) ·
Hoornseveld (ZFC) ·
Houtrust (Holland Sport/SHS) ·
Houtsdonk (Helmond) ·
Industriestraat (NOAD) ·
Irislaan (VC Vlissingen/VCV Zeeland) ·
Jonkerbergstraat (Roda Sport) ·
Kaalheide (Rapid '54/Rapid JC/Roda JC/Roda JC Vrouwen) ·
Het Kasteel (Xerxes) ·
Kikkerpolder (UVS) ·
De Koeburg (Zeist) ·
Koning Willem II Stadion (Willem II Vrouwen) ·
Koningsweg (Velox) ·
De Koel (VVV-Venlo Vrouwen) ·
De Koog (FC Zaanstreek) ·
De Kraal (VVV/FC VVV) ·
Krommedijk (D.F.C./DS '79/SVV/Dordrecht '90) ·
J.H. Kruisstraat (Heerenveen/sc Heerenveen) ·
Laan van Vollering (DHC) ·
De Langeleegte (SC Veendam) ·
Leenderweg (De Valk) ·
Liesbosweg (Utrecht) ·
't Lood (AZ Vrouwen) ·
De Luiten (RBC) ·
Oosterenkstadion (Zwolsche Boys/PEC Zwolle) ·
Oosterpark (GVAV/Oosterparkers/FC Groningen) ·
Mauritsstadion (Fortuna '54/FSC) ·
De Meer (Ajax) ·
Mosveld (De Volewijckers) ·
Nieuw-Monnikenhuize (Vitesse) ·
Noordersportpark (EDO) ·
Olympia (RKC Waalwijk) ·
Olympisch Stadion (Blauw-Wit/Amsterdam/DWS/FC Amsterdam) ·
Olympisch Stadion (bijveld) (Blauw-Wit/DWS/FC Amsterdam) ·
De Planeet (SC Drente/Zwartemeer) ·
RBC-Stadion (RBC) ·
Reeweg (Emma) ·
Rolduckerstraat (Kerkrade/Roda Sport) ·
Rozenoord (DOSKO) ·
Sittardia-terrein (Sittardia) ·
Schoonenberg (Stormvogels/VSV/Telstar Vrouwen) ·
Spaarndammerdijk (DWS) ·
Straatweg (EBOH) ·
Aan de spoorbrug (LONGA) ·
Sportparklaan (RCH) ·
Stadspark (Velocitas) ·
Thomassen-terrein (Rheden) ·
Veemarktterrein (FC Utrecht) ·
Veldwijk (Twentse Profs/Tubantia) ·
Venweg (Limburgia) ·
De Vliert (BVV) ·
Volkspark (Enschedese Boys) ·
De Vrolijkheid (PEC Zwolle/Zwolsche Boys) ·
Wageningse Berg (Wageningen/FC Wageningen) ·
Walvisstraat (ONA) ·
Wassenaarseweg (UVS) ·
Westzanerdijk (ZFC) ·
De Wolfsdonken (Wilhelmina) ·
Xerxesweg (Xerxes) ·
Zuidendijk (EBOH) ·
Zuiderpark (ADO Den Haag)